# Prima Categoria Puglia 1963-1964
Il campionato di calcio di Prima Categoria 1963-1964 è stato il V livello del campionato italiano. A carattere regionale, fu il quinto campionato dilettantistico con questo nome dopo la riforma voluta da Zauli del 1958.
Questi sono i gironi organizzati della regione Puglia.

## Girone A

### Squadre partecipanti
| Club                      | Città                      |
| ------------------------- | -------------------------- |
| A.S.C. Acquaviva          | Acquaviva delle Fonti (BA) |
| U.S. Altamura             | Altamura (BA)              |
| U.S. Audace Cerignola     | Cerignola (FG)             |
| U.S. Bitonto              | Bitonto (BA)               |
| U.S. Conversano           | Conversano (BA)            |
| U.S. Giovinazzo           | Giovinazzo (BA)            |
| U.S. Grumese              | Grumo Appula (BA)          |
| U.S. Lucera               | Lucera (FG)                |
| A.S. Manfredonia          | Manfredonia (FG)           |
| U.S. Modugno              | Modugno (BA)               |
| Pol. Ortanova             | Orta Nova (FG)             |
| A.S. Palo                 | Palo del Colle (BA)        |
| A.S. Pro Gioia            | Gioia del Colle (BA)       |
| U.S. San Giovanni Rotondo | San Giovanni Rotondo (FG)  |
| A.C. Trinitapoli          | Trinitapoli (FG)           |
| A.S. Valenzano            | Valenzano (BA)             |

### Classifica finale
|  | Pos. | Squadra              | Pt  | G   | V   | N   | P   | GF  | GS  |
|  | ---- | -------------------- | --- | --- | --- | --- | --- | --- | --- |
|  | 1.   | Audace Cerignola     | 47  | 30  | 20  | 7   | 3   | 65  | 17  |
|  | 2.   | Acquaviva            | 38  | 30  | 15  | 8   | 7   | 43  | 20  |
|  | 3.   | Giovinazzo           | 38  | 30  | 15  | 8   | 7   | 61  | 34  |
|  | 4.   | San Giovanni Rotondo | 37  | 30  | 14  | 9   | 7   | 35  | 37  |
|  | 5.   | Conversano           | 35  | 30  | 14  | 7   | 9   | 42  | 40  |
|  | 6.   | Bitonto              | 33  | 30  | 14  | 5   | 11  | 44  | 34  |
|  | 7.   | Manfredonia          | 31  | 30  | 13  | 5   | 12  | 59  | 46  |
|  | 8.   | Altamura             | 30  | 30  | 10  | 10  | 10  | 36  | 40  |
|  | 9.   | Lucera               | 29  | 30  | 8   | 13  | 9   | 46  | 42  |
|  | 10.  | Ortanova             | 29  | 30  | 11  | 7   | 12  | 37  | 35  |
|  | 11.  | Pro Gioia            | 28  | 30  | 9   | 10  | 11  | 35  | 37  |
|  | 12.  | Palo                 | 27  | 30  | 8   | 11  | 11  | 39  | 47  |
|  | 13.  | Modugno              | 24  | 30  | 8   | 8   | 14  | 28  | 54  |
|  | 14.  | Valenzano            | 23  | 30  | 5   | 13  | 12  | 29  | 47  |
|  | 15.  | Trinitapoli          | 19  | 30  | 7   | 5   | 18  | 32  | 60  |
|  | 16.  | Grumese              | 12  | 30  | 4   | 4   | 22  | 21  | 62  |
|  |      |                      | 480 | 480 | 175 | 130 | 175 | 652 | 652 |

Legenda:

 Ammesso alle finali regionali.
      Retrocesso in Seconda Categoria.
Note:

Due punti a vittoria, uno a pareggio, zero a sconfitta.

## Girone B

### Squadre partecipanti
| Club                         | Città                     |
| ---------------------------- | ------------------------- |
| A.S. Aradeo                  | Aradeo (LE)               |
| A.S. Casarano                | Casarano (LE)             |
| A.S. Francavilla             | Francavilla Fontana (BR)  |
| U.S. Galatone                | Galatone (LE)             |
| Pol. Ars et Labor Grottaglie | Grottaglie (TA)           |
| Maridipart                   | Taranto                   |
| A.S. Martina                 | Martina Franca (TA)       |
| A.S. Mesagne                 | Mesagne (BR)              |
| A.S. Novoli                  | Novoli (LE)               |
| A.S. Putignano               | Putignano (BA)            |
| A.S. Pro Castellana          | Castellana Grotte (BA)    |
| A.S. Ostuni                  | Ostuni (BR)               |
| A.S. Pro Italia Galatina     | Galatina (LE)             |
| U.S. Squinzano               | Squinzano (LE)            |
| Pol. San Pietro              | San Pietro Vernotico (BR) |
| Scuole C.E.M.M.              | Taranto                   |

### Classifica finale
|  | Pos. | Squadra              | Pt  | G   | V   | N   | P   | GF  | GS  |
|  | ---- | -------------------- | --- | --- | --- | --- | --- | --- | --- |
|  | 1.   | Novoli               | 51  | 30  | 21  | 9   | 0   | 60  | 12  |
|  | 2.   | Casarano             | 42  | 30  | 16  | 10  | 4   | 49  | 16  |
|  | 3.   | Pro Italia Galatina  | 41  | 30  | 17  | 7   | 6   | 44  | 20  |
|  | 4.   | Martina              | 35  | 30  | 13  | 9   | 8   | 50  | 33  |
|  | 5.   | Mesagne              | 34  | 30  | 14  | 6   | 10  | 50  | 35  |
|  | 6.   | Grottaglie           | 34  | 30  | 13  | 8   | 9   | 38  | 23  |
|  | 7.   | San Pietro Vernotico | 32  | 30  | 11  | 10  | 9   | 54  | 37  |
|  | 8.   | Francavilla (-1)     | 30  | 30  | 13  | 5   | 12  | 32  | 36  |
|  | 9.   | Scuole CEMM          | 27  | 30  | 10  | 7   | 13  | 38  | 39  |
|  | 10.  | Galatone             | 27  | 30  | 8   | 11  | 11  | 31  | 42  |
|  | 11.  | Putignano            | 25  | 30  | 7   | 11  | 12  | 41  | 46  |
|  | 12.  | Squinzano            | 24  | 30  | 7   | 10  | 13  | 24  | 51  |
|  | 13.  | Ostuni               | 22  | 30  | 6   | 10  | 14  | 32  | 56  |
|  | 14.  | Aradeo               | 22  | 30  | 8   | 6   | 16  | 29  | 60  |
|  | 15.  | Pro Castellana       | 17  | 30  | 4   | 9   | 17  | 20  | 54  |
|  | 16.  | Maridipart           | 16  | 30  | 4   | 8   | 18  | 27  | 59  |
|  |      |                      | 479 | 480 | 172 | 136 | 172 | 619 | 619 |

Legenda:

 Ammesso alle finali regionali.
      Promosso in Serie D 1964-1965.
      Retrocesso in Seconda Categoria.
Note:

Due punti a vittoria, uno a pareggio, zero a sconfitta.
Il Francavilla è stato penalizzato con la sottrazione di 1 punto in classifica.

## Finale regionale
|           | Risultati |                  | Luogo e data              |
| --------- | --------- | ---------------- | ------------------------- |
| Novoli    | 1 - 0     | Audace Cerignola | Novoli, 7 giugno 1964     |
| Cerignola | 2 - 0     | Novoli           | Cerignola, 14 giugno 1964 |
|           |           |                  |                           |

### Ripetizione
In campo neutro.
|           | Risultati |        | Luogo e data               |
| --------- | --------- | ------ | -------------------------- |
| Cerignola | 0-2       | Novoli | Conversano, 21 giugno 1964 |
|           |           |        |                            |

Novoli promosso in Serie D.